# Aeroportul Municipal Fairbury
Aeroportul Municipal Fairbury (IATA: FBY, ICAO: KFBY, FAA LID: FBY) este un aeroport din Nebraska, Statele Unite ale Americii.
Situat la o altitudine de 450,67728 m, aeroportul dispune de 2 piste.

## Infrastructură

### Piste
Aeroportul dispune de 2 piste. Pista 11/29 are suprafața de Iarbă și dimensiunile 2.487 picioare × 150 picioare. Pista 17/35 are suprafața de beton și dimensiunile 3.700 picioare × 75 picioare. 